# فـان جونسون
فـان جونسون (بالإنجليزية: Van Johnson) هو مهندس أمريكي، ولد في 4 فبراير 1927 في غريلي في الولايات المتحدة، وتوفي في 19 يوليو 1959.